# Тимирязево (Новоусманский район)
Тимиря́зево — посёлок в Новоусманском районе Воронежской области.
Административный центр Тимирязевского сельского поселения.

## Население
| 2005 | 2008 | 2010 |
| ---- | ---- | ---- |
| 709  | ↘708 | ↗750 |

## Улицы
| - ул. 27 Съезда КПСС, - ул. 9 Января, - ул. Космонавтов, - ул. Луговая, | - ул. Мира, - ул. Первомайская, - ул. Победы, - ул. Садовая, | - ул. Тимирязева, - ул. Труда, - ул. Юбилейная. |

## Инфраструктура
В посёлке функционируют средняя общеобразовательная школа и почтовое отделение.